# العلاقات الكاميرونية المصرية
العلاقات الكاميرونية المصرية هي العلاقات الثنائية التي تجمع بين الكاميرون ومصر.

## مقارنة بين البلدين
هذه مقارنة عامة ومرجعية للدولتين:
| وجه المقارنة                                              | الكاميرون                      | مصر           |
| --------------------------------------------------------- | ------------------------------ | ------------- |
| المساحة (كم2)                                             | 475.44 ألف                     | 1.01 مليون    |
| عدد السكان (نسمة)                                         | 24.05 مليون                    | 94.80 مليون   |
| الكثافة السكانية (ن./كم²)                                 | 50.58                          | 93.86         |
| العاصمة                                                   | ياوندي                         | القاهرة       |
| اللغة الرسمية                                             | لغة فرنسية، لغة إنجليزية       | اللغة العربية |
| العملة                                                    | فرنك وسط أفريقي                | جنيه مصري     |
| الناتج المحلي الإجمالي (بليون دولار)                      | 34.80 مليار                    | 235.37 مليار  |
| الناتج المحلي الإجمالي (تعادل القوة الشرائية) بليون دولار | 72.72 مليار                    | 998.67 مليار  |
| الناتج المحلي الإجمالي الاسمي للفرد دولار أمريكي          | 1.22 ألف                       | 3.61 ألف      |
| الناتج المحلي الإجمالي للفرد دولار أمريكي                 | 2.97 ألف                       |               |
| مؤشر التنمية البشرية                                      | 0.512                          | 0.690         |
| رمز المكالمات الدولي                                      | +237                           | +20           |
| رمز الإنترنت                                              | .cm                            | .eg، .مصر     |
| المنطقة الزمنية                                           | توقيت غرب أفريقيا، ت ع م+01:00 | ت ع م+02:00   |

## منظمات دولية مشتركة
يشترك البلدان في عضوية مجموعة من المنظمات الدولية، منها:
| علم المنظمة | اسم المنظمة                                                | تاريخ انضمام الكاميرون | تاريخ انضمام مصر |
| ----------- | ---------------------------------------------------------- | ---------------------- | ---------------- |
|             | وكالة ضمان الاستثمار متعدد الأطراف                         | 7 أكتوبر 1988          | 12 أبريل 1988    |
|             | الأمم المتحدة                                              | 20 سبتمبر 1960         | 24 أكتوبر 1945   |
|             | العملية المشتركة للاتحاد الأفريقي والأمم المتحدة في دارفور | ?                      | 31 يوليو 2007    |
|             | الفريق المعني برصد الأرض                                   | ?                      | فبراير 2005      |
|             | منظمة التعاون الإسلامي                                     | ?                      | 25 سبتمبر 1969   |
|             | منظمة التجارة العالمية                                     | ?                      | 30 يونيو 1995    |
|             | منظمة الشرطة الجنائية الدولية                              | ?                      | 7 سبتمبر 1923    |
|             | الاتحاد الأفريقي                                           | ?                      | 9 يوليو 2002     |
|             | البنك الإفريقي للتنمية                                     | ?                      | 10 سبتمبر 1964   |
|             | مؤسسة التنمية الدولية                                      | 10 أبريل 1964          | 26 أكتوبر 1960   |
|             | يونسكو                                                     | 11 نوفمبر 1960         | 22 يناير 1947    |
|             | الاتحاد البريدي العالمي                                    | ?                      | ?                |
|             | البنك الدولي للإنشاء والتعمير                              | 10 يوليو 1963          | 27 ديسمبر 1945   |
|             | المنظمة الهيدروغرافية الدولية                              | ?                      | 21 يونيو 1921    |
|             | الاتحاد الدولي للاتصالات                                   | 22 ديسمبر 1960         | 9 ديسمبر 1876    |
|             | مؤسسة التمويل الدولية                                      | 1 أكتوبر 1974          | 20 يوليو 1956    |
|             | المركز الدولي لتسوية المنازعات الاستشارية                  | 2 فبراير 1967          | 2 يونيو 1972     |

## وصلات خارجية
- موقع وزارة الخارجية الكاميرونية
- موقع وزارة الخارجية المصرية